# 威廉·瑞安
威廉·瑞安（英語：William Ryan，1988年12月23日—），澳大利亚男子帆船运动员。他曾代表澳大利亚参加2016年和2020年夏季奥林匹克运动会帆船比赛，获得一枚金牌和一枚银牌，均来自男子470级项目。